# Liste der Monuments historiques in Montchevreuil
Die Liste der Monuments historiques in Montchevreuil führt die Monuments historiques in der französischen Gemeinde Montchevreuil auf.

## Liste der Bauwerke
| Bezeichnung       | Beschreibung              | Standort | Kennzeichnung | Schutzstatus | Datum | Bild           |
| ----------------- | ------------------------- | -------- | ------------- | ------------ | ----- | -------------- |
| Schloss           | Erbaut im 15. Jahrhundert | (Lage)   | PA00114696    | Inscrit      | 1983  | weitere Bilder |
| Kirche St-Germain | Erbaut im 12. Jahrhundert | (Lage)   | PA60000040    | Inscrit      | 2001  | weitere Bilder |

## Liste der Objekte
- Monuments historiques (Objekte) in Bachivillers in der Base Palissy des französischen Kultusministeriums
- Monuments historiques (Objekte) in Fresneaux-Montchevreuil in der Base Palissy des französischen Kultusministeriums